# FxPro
FxPro es una empresa de inversión en línea que tiene su sede en el Reino Unido y ofrece contratos por diferencias (CFDs) en divisas, acciones, futuros, índices y metales preciosos a clientes minoristas e institucionales. FxPro tiene sus operaciones en Londres y Chipre y está regulada por diversas autoridades regulatorias incluidas la Autoridad de UK Financial Conduct Authority (FCA) y la Cyprus Securities and Exchange Commission (CySEC).

## Historia
FxPro fue fundada como EuroOrient Securities & Financial Services Ltd en 2002 en Chipre por Denis Sukhotin. FxPro comenzó su expansión con la apertura de oficinas de representación en Austria, Francia,[cita requerida] España y Rusia.[cita requerida] En 2010, FxPro obtuvo la regulación y licencia por parte de la FCA en el Reino Unido, Financial Conduct Authority (Financial Services Authority en ese momento) y constituyó una oficina en Londres.
En 2011, la compañía abrió una oficina en Australia, que cerró en marzo de 2013 tras la aprobación de nuevos requisitos regulatorios en Australia. Los clientes australianos fueron transferidos a operaciones con sede en Chipre y el Reino Unido. En 2011, FxPro comenzó a ofrecer trading electronic communication network (ECN) a sus clientes.
En 2012, FxPro modificó su estrategia market maker en favor de una ejecución Non Dealing Desk (NDD) o modelo de agencia. Esto significa que las operaciones son enviadas a través del procesamiento directo (STP) a los proveedores de liquidez, evitando así potenciales conflictos de interés.
En 2015, FxPro comenzó a preparar una Oferta Pública Inicial (OPI), pero suspendió esos planes en 2016 debido a la inestabilidad del mercado global. La compañía volvió a suspender la OPI en 2017, alegando el endurecimiento regulatorio de la FCA.

## Plataformas de trading
La empresa proporciona a los traders la posibilidad de escoger diferentes plataformas de trading como MetaTrader 4, Metatrader 5, SuperTrader, cTrader y distintas versiones móviles. Los clientes que utilicen la plataforma MT4 de MetaQuotes Software también disponen de un acceso alternativo vía web. La compañía que comercializa la plataforma cTrader Spotware Systems, ofrece a los traders spreads ECN puros, profundidad de mercado y ejecución (VWAP) (precio medio ponderado por volumen). cTrader es compatible con cAlgo, una plataforma de trading algorítmico que permite a los clientes crear robots de trading y operarlos en cTrader, pudiendo de este modo automatizar su operativa de trading.
Desde 2013, la compañía desarrolla trading algorítmico para el sector retail. Con el lanzamiento de FxPro Quant, una solución web para crear estrategias de trading para las plataformas MT4 y cTrader que permite a los usuarios crear sus propios robots de trading (llamados expert advisors) utilizando una interfaz sencilla, o simplemente descargando asesores de la biblioteca de EAs. FxPro Quant, a diferencia de cAlgo que requiere conocimiento de C#, permite a los usuarios automatizar sus estrategias utilizando indicadores técnicos y estrategias quant sin saber programar.
En octubre de 2013, FxPro presentó su plataforma propietaria de inversión FxPro SuperTrader, que ofrece a los inversores retail e institucionales la posibilidad de asignar fondos a un número de estrategias creadas por profesionales de la industria.
En marzo de 2015, la compañía introdujo la plataforma MetaTrader 5.
En junio de 2023, FxPro incorporó la posibilidad de operar con criptomonedas a sus cuentas de cTrader. Bitcoin (BTC), Ethereum (ETH) y Ripple (XRP) son algunos de los tokens compatibles con cTrader.

## Patrocinios
De 2010 a 2013, FxPro fue el patrocinador principal del Fulham FC.
En junio de 2010, firmó un acuerdo de patrocinio con el Aston Villa FC.
En 2018, FxPro anunció una colaboración plurianual con el equipo McLaren Racing Limited, que incluyó el logotipo de FxPro en el MCL33 que arrancó en el Gran Premio de Mónaco.

## Información regulatoria
FxPro Financial Services Limited está autorizada y regulada por la Cyprus Securities and Exchange Commission (CySEC). En 2007, la directiva de la UE Markets in Financial Instruments Directive (MiFID) entró en vigor. Esto permite a firmas reguladas en un estado miembro ofrecer sus servicios en todo el territorio de la Unión Europea.
FxPro UK Limited, una subsidiaria de FxPro Group Ltd, está autorizada y regulada en el Reino Unido por la Financial Conduct Authority (FCA). FxPro UK Limited inició su andadura como un introductor de su compañía madre para ampliar más tarde su licencia para poder aceptar a clientes del Reino Unido.
En 2015, FxPro recibió la aprobación regulatoria de la Junta de Servicios Financieros (FSB) de Sudáfrica.